# Молодіжна збірна Іраку з футболу
Молодіжна збірна Іраку з футболу — національна молодіжна футбольна збірна Іраку, що складається у залежності від турніру із гравців віком до 19 або до 20 років. Вважається основним джерелом кадрів для підсилення складу основної збірної Іраку. Керівництво командою здійснює Футбольна асоціація Іраку.
Команда має право участі у Юнацькому кубку Азії до 19 років, у випадку успішного виступу на якому може кваліфікуватися на молодіжний чемпіонат світу до 20 років. Також може брати участь у товариських і регіональних змаганнях.

## Виступи на міжнародних турнірах

### Чемпіонат світу U-20
| Чемпіонат світу U-20 | Чемпіонат світу U-20         | Чемпіонат світу U-20         | Чемпіонат світу U-20         | Чемпіонат світу U-20         | Чемпіонат світу U-20         | Чемпіонат світу U-20         | Чемпіонат світу U-20         | Чемпіонат світу U-20         |
| Рік                  | Результат                    | Місце                        | І                            | В                            | Н                            | П                            | Г+                           | Г-                           |
| -------------------- | ---------------------------- | ---------------------------- | ---------------------------- | ---------------------------- | ---------------------------- | ---------------------------- | ---------------------------- | ---------------------------- |
| 1977                 | груповий етап                | 11-е                         | 3                            | 1                            | 0                            | 2                            | 6                            | 8                            |
| 1979                 | кваліфікувалася, але знялася | кваліфікувалася, але знялася | кваліфікувалася, але знялася | кваліфікувалася, але знялася | кваліфікувалася, але знялася | кваліфікувалася, але знялася | кваліфікувалася, але знялася | кваліфікувалася, але знялася |
| 1981                 | не кваліфікувалася           | не кваліфікувалася           | не кваліфікувалася           | не кваліфікувалася           | не кваліфікувалася           | не кваліфікувалася           | не кваліфікувалася           | не кваліфікувалася           |
| 1983                 | не кваліфікувалася           | не кваліфікувалася           | не кваліфікувалася           | не кваліфікувалася           | не кваліфікувалася           | не кваліфікувалася           | не кваліфікувалася           | не кваліфікувалася           |
| 1985                 | не кваліфікувалася           | не кваліфікувалася           | не кваліфікувалася           | не кваліфікувалася           | не кваліфікувалася           | не кваліфікувалася           | не кваліфікувалася           | не кваліфікувалася           |
| 1987                 | не кваліфікувалася           | не кваліфікувалася           | не кваліфікувалася           | не кваліфікувалася           | не кваліфікувалася           | не кваліфікувалася           | не кваліфікувалася           | не кваліфікувалася           |
| 1989                 | чвертьфінали                 | 6-е                          | 4                            | 3                            | 0                            | 1                            | 5                            | 2                            |
| 1991                 | не кваліфікувалася           | не кваліфікувалася           | не кваліфікувалася           | не кваліфікувалася           | не кваліфікувалася           | не кваліфікувалася           | не кваліфікувалася           | не кваліфікувалася           |
| 1993                 | не кваліфікувалася           | не кваліфікувалася           | не кваліфікувалася           | не кваліфікувалася           | не кваліфікувалася           | не кваліфікувалася           | не кваліфікувалася           | не кваліфікувалася           |
| 1995                 | не кваліфікувалася           | не кваліфікувалася           | не кваліфікувалася           | не кваліфікувалася           | не кваліфікувалася           | не кваліфікувалася           | не кваліфікувалася           | не кваліфікувалася           |
| 1997                 | не кваліфікувалася           | не кваліфікувалася           | не кваліфікувалася           | не кваліфікувалася           | не кваліфікувалася           | не кваліфікувалася           | не кваліфікувалася           | не кваліфікувалася           |
| 1999                 | не кваліфікувалася           | не кваліфікувалася           | не кваліфікувалася           | не кваліфікувалася           | не кваліфікувалася           | не кваліфікувалася           | не кваліфікувалася           | не кваліфікувалася           |
| 2001                 | груповий етап                | 19-е                         | 3                            | 1                            | 0                            | 2                            | 5                            | 9                            |
| 2003                 | не кваліфікувалася           | не кваліфікувалася           | не кваліфікувалася           | не кваліфікувалася           | не кваліфікувалася           | не кваліфікувалася           | не кваліфікувалася           | не кваліфікувалася           |
| 2005                 | не кваліфікувалася           | не кваліфікувалася           | не кваліфікувалася           | не кваліфікувалася           | не кваліфікувалася           | не кваліфікувалася           | не кваліфікувалася           | не кваліфікувалася           |
| 2007                 | не кваліфікувалася           | не кваліфікувалася           | не кваліфікувалася           | не кваліфікувалася           | не кваліфікувалася           | не кваліфікувалася           | не кваліфікувалася           | не кваліфікувалася           |
| 2009                 | не кваліфікувалася           | не кваліфікувалася           | не кваліфікувалася           | не кваліфікувалася           | не кваліфікувалася           | не кваліфікувалася           | не кваліфікувалася           | не кваліфікувалася           |
| 2011                 | не кваліфікувалася           | не кваліфікувалася           | не кваліфікувалася           | не кваліфікувалася           | не кваліфікувалася           | не кваліфікувалася           | не кваліфікувалася           | не кваліфікувалася           |
| 2013                 | четверте місце               | 4-е                          | 7                            | 3                            | 3                            | 1                            | 11                           | 11                           |
| 2015                 | не кваліфікувалася           | не кваліфікувалася           | не кваліфікувалася           | не кваліфікувалася           | не кваліфікувалася           | не кваліфікувалася           | не кваліфікувалася           | не кваліфікувалася           |
| 2017                 | не кваліфікувалася           | не кваліфікувалася           | не кваліфікувалася           | не кваліфікувалася           | не кваліфікувалася           | не кваліфікувалася           | не кваліфікувалася           | не кваліфікувалася           |
| 2019                 | не кваліфікувалася           | не кваліфікувалася           | не кваліфікувалася           | не кваліфікувалася           | не кваліфікувалася           | не кваліфікувалася           | не кваліфікувалася           | не кваліфікувалася           |
| 2023                 | груповий етап                | 21-е                         | 3                            | 0                            | 1                            | 2                            | 0                            | 7                            |
| 2025                 | не кваліфікувалася           | не кваліфікувалася           | не кваліфікувалася           | не кваліфікувалася           | не кваліфікувалася           | не кваліфікувалася           | не кваліфікувалася           | не кваліфікувалася           |
| Усього               | четверте місце               | 5/24                         | 20                           | 8                            | 4                            | 8                            | 27                           | 37                           |

### Юнацький (U-19) кубок Азії з футболу
| Юнацький (U-19) кубок Азії з футболу | Юнацький (U-19) кубок Азії з футболу | Юнацький (U-19) кубок Азії з футболу | Юнацький (U-19) кубок Азії з футболу | Юнацький (U-19) кубок Азії з футболу | Юнацький (U-19) кубок Азії з футболу | Юнацький (U-19) кубок Азії з футболу | Юнацький (U-19) кубок Азії з футболу | Юнацький (U-19) кубок Азії з футболу |
| Рік                                  | Результат                            | І                                    | В                                    | Н                                    | П                                    | Г+                                   | Г-                                   |                                      |
| ------------------------------------ | ------------------------------------ | ------------------------------------ | ------------------------------------ | ------------------------------------ | ------------------------------------ | ------------------------------------ | ------------------------------------ | ------------------------------------ |
| 1975                                 | переможець                           | 6                                    | 5                                    | 1                                    | 0                                    | 18                                   | 1                                    |                                      |
| 1976                                 | чвертьфіналіст                       | 4                                    | 3                                    | 1                                    | 0                                    | 13                                   | 1                                    |                                      |
| 1977                                 | переможець                           | 5                                    | 5                                    | 0                                    | 0                                    | 19                                   | 4                                    |                                      |
| 1978                                 | переможець                           | 6                                    | 4                                    | 2                                    | 0                                    | 20                                   | 2                                    |                                      |
| 1980                                 | відмовилися від участі               | відмовилися від участі               | відмовилися від участі               | відмовилися від участі               | відмовилися від участі               | відмовилися від участі               | відмовилися від участі               | відмовилися від участі               |
| 1982                                 | третє місце                          | 3                                    | 1                                    | 0                                    | 2                                    | 4                                    | 5                                    |                                      |
| 1985                                 | не кваліфікувалася                   | не кваліфікувалася                   | не кваліфікувалася                   | не кваліфікувалася                   | не кваліфікувалася                   | не кваліфікувалася                   | не кваліфікувалася                   | не кваліфікувалася                   |
| 1986                                 | не кваліфікувалася                   | не кваліфікувалася                   | не кваліфікувалася                   | не кваліфікувалася                   | не кваліфікувалася                   | не кваліфікувалася                   | не кваліфікувалася                   | не кваліфікувалася                   |
| 1988                                 | переможець                           | 5                                    | 2                                    | 3                                    | 0                                    | 5                                    | 3                                    |                                      |
| 1990                                 | відмовилися від участі               | відмовилися від участі               | відмовилися від участі               | відмовилися від участі               | відмовилися від участі               | відмовилися від участі               | відмовилися від участі               | відмовилися від участі               |
| 1992                                 | відмовилися від участі               | відмовилися від участі               | відмовилися від участі               | відмовилися від участі               | відмовилися від участі               | відмовилися від участі               | відмовилися від участі               | відмовилися від участі               |
| 1994                                 | четверте місце                       | 6                                    | 2                                    | 2                                    | 2                                    | 8                                    | 8                                    |                                      |
| 1996                                 | відмовилися від участі               | відмовилися від участі               | відмовилися від участі               | відмовилися від участі               | відмовилися від участі               | відмовилися від участі               | відмовилися від участі               | відмовилися від участі               |
| 1998                                 | груповий етап                        | 4                                    | 1                                    | 0                                    | 3                                    | 6                                    | 13                                   |                                      |
| 2000                                 | переможець                           | 6                                    | 3                                    | 3                                    | 0                                    | 11                                   | 3                                    |                                      |
| 2002                                 | не кваліфікувалася                   | не кваліфікувалася                   | не кваліфікувалася                   | не кваліфікувалася                   | не кваліфікувалася                   | не кваліфікувалася                   | не кваліфікувалася                   | не кваліфікувалася                   |
| 2004                                 | чвертьфінали                         | 4                                    | 3                                    | 0                                    | 1                                    | 7                                    | 1                                    |                                      |
| 2006                                 | чвертьфінали                         | 4                                    | 2                                    | 1                                    | 1                                    | 8                                    | 5                                    |                                      |
| 2008                                 | груповий етап                        | 3                                    | 1                                    | 0                                    | 2                                    | 3                                    | 5                                    |                                      |
| 2010                                 | груповий етап                        | 3                                    | 0                                    | 0                                    | 3                                    | 1                                    | 7                                    |                                      |
| 2012                                 | віце-чемпіон                         | 6                                    | 4                                    | 2                                    | 0                                    | 10                                   | 3                                    |                                      |
| 2014                                 | груповий етап                        | 3                                    | 1                                    | 1                                    | 1                                    | 8                                    | 3                                    |                                      |
| 2016                                 | чвертьфінали                         | 4                                    | 2                                    | 2                                    | 0                                    | 7                                    | 2                                    |                                      |
| 2018                                 | груповий етап                        | 3                                    | 0                                    | 1                                    | 2                                    | 3                                    | 9                                    |                                      |
| 2020                                 | кваліфікувалася                      | 0                                    | 0                                    | 0                                    | 0                                    | 0                                    | 0                                    |                                      |
| Усього                               | Найкращий результат: чемпіони        | 70                                   | 36                                   | 18                                   | 16                                   | 137                                  | 72                                   |                                      |